# Oel (Adelsgeschlecht)

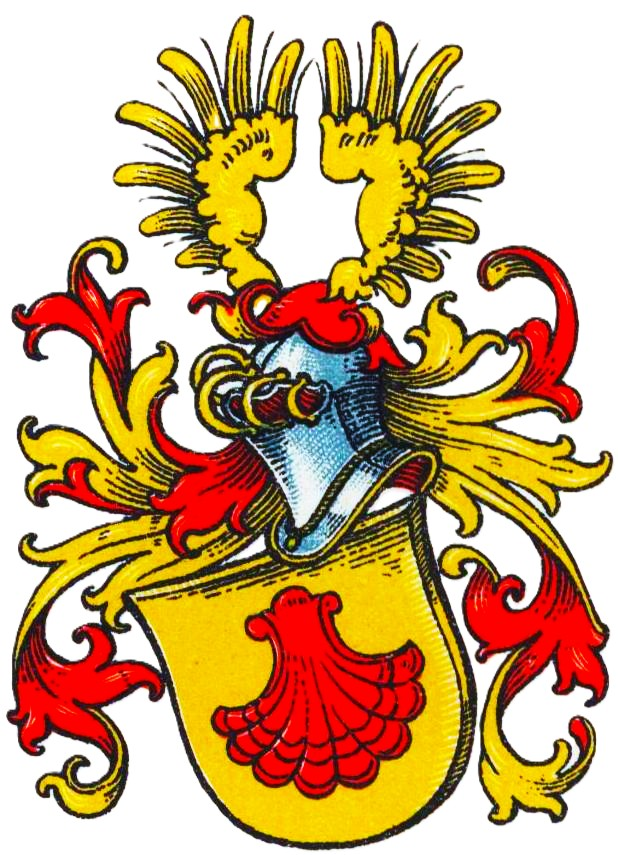
Wappen derer von Oel im Wappenbuch des Westfälischen Adels

Oel (auch Ole, Ohle, Oyle o. ä.) ist der Name eines erloschenen westfälischen Adelsgeschlechts.

## Geschichte
Das Geschlecht stammt von einem namensgebenden Stammsitz in Ohle, heute ein Ortsteil von Plettenberg im Märkischen Kreis in Nordrhein-Westfalen, auf dem das Geschlecht schon 1210 und noch 1370 saß. Weitere Besitzungen in Westfalen waren Bardendorff (Kreis Iserlohn) (urkundlich 1350), Bruckhausen (1540), Schloss Brüninghausen (1350–1400), Floinck (?) (1692–1727), Frielentrop (1456–1624), Hondem (1384), Langenei (1570–1600), Löcken (Hagen) (1370), Meilern (?) (1621–1716), Neuenrade (1602), Plettenberg (1330) und Westmar (1570).
1317 erscheinen ein Hunolt von Ole sowie ein Kleriker Theodericus (Dietrich) von Ohle, Sohn des Wilhelm von Ohle. Dietrich von Oyle war 1353 Kanoniker an St. Georg in Köln. Die Brüder Hermann und Wilke von Oel wohnten 1370 zu Brünninghausen.
Guntram (Guntermann) von Oel, Sohn von Johann von Oel und Clara, wohnhaft zu Frielentrop, und seine Frau Judith gaben 1536 dem Kloster Grafschaft ihr „Gotteslehen“, Greite, Tochter des verstorbenen Hand Schulten zu Saalhausen, für einen Tausch und verzichteten auf alle Ansprüche an deren Hab und Gut. Johann von Oel, Sohn des Guntram, war ein Vasall der Herren von Padberg. 1561 musste er die Herren von Padberg wegen seinen Ungehorsams urkundlich um Verzeihung bitten.
Laut Max von Spießen erlosch das Geschlecht gegen 1750.

## Wappen
Blasonierung: In Gold eine rote Muschel. Auf dem Helm mit rot-goldenen Helmdecken ein offener goldener Flug.
Abweichend zeigt ein Siegel von 1370 fünf Muscheln.